# Amin El-Harmazi
Amin El-Harmazi es un deportista marroquí que compite en taekwondo. Ganó una medalla de bronce en el Campeonato Africano de Taekwondo de 2018, en la categoría de –54 kg.

## Palmarés internacional
| Campeonato Africano | Campeonato Africano | Campeonato Africano | Campeonato Africano |
| Año                 | Lugar               | Medalla             | Categoría           |
| ------------------- | ------------------- | ------------------- | ------------------- |
| 2018                | Agadir (Marruecos)  | Medalla de bronce   | –54 kg              |